# 伊迪絲·姆本加
伊迪絲·姆本加（1991年10月31日—）是一名安哥拉手球運動員，曾代表國家參加2012年倫敦奧運的女子手球比賽，並未獲得獎牌。